# 2019–2020-as magyar női labdarúgó-bajnokság (első osztály)
A 2019–2020-as magyar nemzeti női labdarúgó-bajnokság első osztálya (hivatalos nevén: Jet-Sol Liga Női NB I 2019–20) nyolc csapat részvételével 2019. augusztus 17-én rajtolt. A címvédő a Ferencváros csapata. A bajnokságot a koronavírus-járvány miatt az alapszakasz 13. fordulója után félbeszakították. Május 5-én az MLSZ bejelentette, hogy ebben a szezonban nem avatnak bajnokot és nem lesz kieső sem. Az alapszakaszban azonos pontszámmal álló MTK és DVTK bepótolta az elmaradt mérkőzésüket, majd a tabella első és második helyezett Ferencváros és MTK két győzelemig tartó párharcot játszott a BL indulás jogáért, amelyet a zöld-fehér csapat nyert meg.

## A bajnokság csapatai
A 2019–2020-as magyar nemzeti labdarúgó-bajnokság első osztályát nyolc csapat részvételével rendezték, melyből négy fővárosi, négy vidéki egyesület.
| Csapat                     | Székhely                  |
| -------------------------- | ------------------------- |
| Astra-ALEF HFC             | Budapest XXI., Csepel     |
| Diósgyőri VTK              | Miskolc                   |
| ETO FC Győr                | Győr                      |
| Ferencvárosi TC            | Budapest IX., Ferencváros |
| Haladás-Viktória           | Szombathely               |
| Kelen SC                   | Budapest XI., Kelenföld   |
| MTK Hungária FC            | Budapest VIII.            |
| St. Mihály Szeged-FitSport | Szeged                    |

### Változások az előző idényhez képest
Kiesett
- MLE-Sportmapp App

Feljutott a másodosztályból
- Kelen SC

## Alapszakasz
| #  | Csapat                     | M  | GY | D | V  | G+ – G– | GK  | P  | Megjegyzések               |
| -- | -------------------------- | -- | -- | - | -- | ------- | --- | -- | -------------------------- |
| 1. | Ferencvárosi TC CV, KGY    | 13 | 10 | 1 | 2  | 50–9    | +41 | 31 | 2020–21-es Bajnokok Ligája |
| 2. | MTK Hungária FC            | 13 | 10 | 1 | 2  | 43–9    | +34 | 31 |                            |
| 3. | Diósgyőri VTK              | 13 | 9  | 1 | 3  | 40–19   | +21 | 28 |                            |
| 4. | Astra-ALEF HFC             | 13 | 6  | 1 | 6  | 17–24   | −7  | 19 |                            |
| 5. | Haladás-Viktória           | 13 | 5  | 3 | 5  | 21–16   | +5  | 18 |                            |
| 6. | ETO FC Győr                | 13 | 3  | 0 | 10 | 13–40   | −27 | 9  |                            |
| 7. | Kelen SC Ú                 | 13 | 2  | 2 | 9  | 10–54   | −44 | 8  |                            |
| 8. | St. Mihály Szeged-FitSport | 13 | 1  | 3 | 9  | 11–34   | −23 | 6  |                            |

Utolsó frissítés: 2020. június 2. 
Forrás: MLSZ adatbank 
A rangsorolás alapszabályai: 1. összpontszám, 2. győzelmek száma, 3. egymás elleni eredmények összpontszáma,  4. egymás elleni eredmények gólkülönbsége, 5. egymás elleni eredmények szerzett góljainak száma 6. gólkülönbség, 7. szerzett gólok száma.
(B): Bajnokcsapat, (K): Kieső csapat, (F): Feljutó csapat, (I): Kupainduló, (R): A rájátszás győztese, (KGY): Kupagyőztes
 (CV): Címvédő, (Ú): Újonc
A felső- és alsóházi rájátszás, a döntő és az osztályozó elmaradt.

## Párharc a BL indulási jogért
A kiírás szerint az alapszakasz első két helyezettje két győzelemig tartó párharcot vívott egymással a BL szereplés jogáért. A párharcot 2–1 arányban a Ferencváros nyerte.
| 2020. június 4. 17:30 |

| Ferencváros                              | 3–2   | MTK Hungária FC         |
| ---------------------------------------- | ----- | ----------------------- |
| Pusztai 32' Vágó 59' Mosdóczi 89' (bün.) | (1–1) | Nagy L. 44' Turányi 73' |

| Kocsis Sándor Sportközpont, Budapest |

| 2020. június 11. 20:00 |

| MTK Hungária FC         | 2–1   | Ferencváros |
| ----------------------- | ----- | ----------- |
| Pápai 12' Magyarics 66' | (1–1) | Vágó 42'    |

| Új Hidegkuti Nándor Stadion, Budapest Nézőszám: 250 Játékvezető: Hanyecz Bence |

| 2020. június 18. 18:00 |

| Ferencváros                        | 2–1   | MTK Hungária FC |
| ---------------------------------- | ----- | --------------- |
| Szabó V. 33' Nagy Á. 45+3' (öngól) | (2–1) | Németh L. 5'    |

| Kocsis Sándor Sportközpont, Budapest Nézőszám: 250 |

| A 2020–2021-es Bajnokok Ligájának indulója |
| ------------------------------------------ |
| Ferencvárosi TC                            |

## A góllövőlista élmezőnye
| Gól | Név                   | Csapat          |
| --- | --------------------- | --------------- |
| 17  | Vágó Fanny            | Ferencvárosi TC |
| 11  | Biljana Bradić        | Diósgyőri VTK   |
| 8   | Hanna Barker          | Diósgyőri VTK   |
| 7   | Olivera Milunović     | MTK Hungária FC |
| 7   | Nagy Ágnes            | MTK Hungária FC |
| 7   | Németh Loretta        | MTK Hungária FC |
| 7   | Rácz Zsófia           | Viktória FC     |
| 7   | Süle Dóra             | ETO FC Győr     |
| 6   | Dominika Dikanová     | Astra-ALEF HFC  |
| 5   | Csiki Anna            | Ferencvárosi TC |
| 5   | Mosdóczi Evelin       | Ferencvárosi TC |
| 5   | Bianca-Marilena Sandu | Diósgyőri VTK   |
| 5   | Sipos Lilla           | Astra-ALEF HFC  |
| 5   | Vachter Fanni         | Diósgyőri VTK   |